# 임학
임학(Silviculture)은 우리가 어떻게 산을 가꾸고 산에서 나는 여러 물자들을 경제적으로 이용할 수 있는 가에 대해 연구하는 실용학문의 하나이다. 이러한 차원에서 산림에 관해 연구가 시작된 지는 그리 오래되지가 않는다. 19세기의 산업혁명 이후 인구의 증가와 도시문명의 발달에 따라 집을 짓고 종이의 대량 생산에 따른 목재 수요의 급격한 증가는 산림이 가진 경제적 가치를 새로운 시각에서 평가하게 되었으며 이와 함께 산림의 보호와 육성은 국가적 관심사로 등장하게 되었다. 20세기에 중엽 이후에는 특히 메마른 도시 문명에서 벗어나 숲과 전원에서 휴양을 하고 여가를 보내고자 하는 도시인들의 관심은 잘 가꾸어진 산림의 또다른 중요성을 강조하게 되었다. 한국에서는 4월 5일을 식목일로 정하여 푸른 산을 가꾸는 일을 범국민적 운동으로서 삼고 있다.
이와 밀접한 혹은 산림학의 토대가 되는 분야로는 생물학의 여러 분과, 생물환경학, 동물학, 식물학 등을 우선으로 하여 지리학, 지질학, 기상학, 경영학, 재정학, 법학 (산림법) 등을 손꼽을 수 있겠다.

## 같이 보기
- 산림법
- 임업
- 숲